# 적갈색쥐
적갈색쥐(Mus terricolor)는 쥐과 생쥐속에 속하는 설치류의 일종이다. 인도에서 발견되며, 인도네시아와 네팔, 파키스탄에서도 서식하는 것으로 추정된다. 적갈색쥐는 땅 위에 돋은 습윤 흙둔덕의 밭에서 서식하고, 약 20cm 깊이에 굴을 파고 둥지를 만든다. 땅 위에 돋은 흙 속에 서식하기 때문에 주변의 옆 쪽뿐만 아니라 위에서 오는 바람으로부터 더 많은 산소 흐름을 제공한다. 반면에 같은 지역에 서식하는 자매종 작은인도들쥐는 차별화된 틈새 전략으로 편평한 들판에 굴을 파고 생활한다.